# Happy End
Happy End (russisk: Хэппи-энд) er en russisk spillefilm fra 2020 af Jevgenij Sjeljakin.

## Medvirkende
- Alina Astrovskaja som Lena
- Jevgenija Dmitrijeva som Irina
- Mikheil Gomiashvili
- Roza Khajrullina som Zima
- Vladimir Misjukov som Aleksej